# Metepeira arizonica
Metepeira arizonica là một loài nhện trong họ Araneidae.
Loài này thuộc chi Metepeira. Metepeira arizonica được Ralph Vary Chamberlin & Wilton Ivie miêu tả năm 1942.